# Al Horford
Alfred Joel Horford Reynoso, född 3 juni 1986 i Puerto Plata, är en dominikansk basketspelare som spelar för Boston Celtics i National Basketball Association (NBA).

## Karriär

### Philadelphia 76ers (2019–2020)
Den 10 juli 2019 värvades Horford av Philadelphia 76ers. Han skrev då på ett fyraårskontrakt värt 97 miljoner dollar med ytterligare 12 miljoner dollar i bonusar.

### Oklahoma City Thunder (2020–2021)
Den 8 december 2020 värvades Horford av Oklahoma City Thunder. Den 27 mars 2021 meddelade Thunder att han inte skulle spela mer under säsongen då klubben istället skulle prioritera att utveckla sina yngre spelare, däribland Moses Brown, Isaiah Roby och Tony Bradley.

### Återkomst i Boston Celtics (2021–)
Den 18 juni 2021 byttes Horford till Boston Celtics tillsammans med Moses Brown och ett andraval i NBA:s draft 2023 mot guarden Kemba Walker, 16:e valet i NBA:s draft 2021 samt ett andraval i draften 2025.